# Kanton Montech
Der Kanton Montech ist seit 1790 ein französischer Wahlkreis in den Arrondissements Castelsarrasin und Montauban im Département Tarn-et-Garonne in der Region Okzitanien. Der Hauptort ist Montech.

## Gemeinden
Der Kanton besteht aus neun Gemeinden mit insgesamt 22.058 Einwohnern (Stand: 1. Januar 2022) auf einer Gesamtfläche von 151,85 km²:
| Gemeinde             | Einwohner 1. Januar 2022 | Fläche km² | Dichte Einw./km² | Code INSEE | Postleitzahl | Arrondissement |
| -------------------- | ------------------------ | ---------- | ---------------- | ---------- | ------------ | -------------- |
| Albefeuille-Lagarde  | 590                      | 8,03       | 73               | 82001      | 82290        | Castelsarrasin |
| Bessens              | 1.470                    | 9,27       | 159              | 82017      | 82170        | Montauban      |
| Bressols             | 3.883                    | 20,39      | 190              | 82025      | 82710        | Montauban      |
| Finhan               | 1.475                    | 11,48      | 128              | 82062      | 82700        | Montauban      |
| Lacourt-Saint-Pierre | 1.265                    | 14,77      | 86               | 82085      | 82290        | Montauban      |
| Monbéqui             | 656                      | 6,78       | 97               | 82114      | 82170        | Montauban      |
| Montbartier          | 1.727                    | 15,01      | 115              | 82123      | 82700        | Montauban      |
| Montbeton            | 4.335                    | 15,98      | 271              | 82124      | 82290        | Montauban      |
| Montech              | 6.657                    | 50,14      | 133              | 82125      | 82700        | Montauban      |
| Kanton Montech       | 22.058                   | 151,85     | 145              | 8209       | –            | –              |